# Raquel Henriques da Silva
Maria Raquel Henriques da Silva ComIH (Cascais, Cascais, 1952) é uma historiadora de arte portuguesa.

## Actividade académica
Maria Raquel Henriques da Silva é Doutora em História da Arte pela Faculdade de Ciências Sociais e Humanas da Universidade Nova de Lisboa.
Desde 2005 coordena o Mestrado em Museologia e lecciona disciplinas na Licenciatura em História da Arte e seminários no Mestrado em História de Arte do século XIX. Colabora permanentemente com a Faculdade de Arquitectura da Universidade do Porto.

## Actividade profissional
Foi directora do Museu do Chiado (1993-1997) e do Instituto Português de Museus (1997-2002) e vogal da Comissão Nacional para as Comemorações do Centenário da República.
Entre 2006 e 2016 integrou a direcção do Instituto de História da Arte da Faculdade de Ciências Sociais e Humanas da Universidade Nova de Lisboa e coordenou a respectiva Revista de História da Arte.
É membro do Conselho de Administração da Fundação Instituto Arquitecto José Marques da Silva da Universidade do Porto e do Conselho Editorial da revista Monumentos do Instituto da Habitação e da Reabilitação Urbana.
Desde 2007, é membro do Conselho Editorial da revista Museologia.pt do Instituto dos Museus.
Tem diversas obras publicadas nas áreas da Museologia, Urbanismo e Arquitectura, e Artes Visuais.

## Prémios e reconhecimento
A 30 de Janeiro de 2006 foi feita Comendadora da Ordem do Infante D. Henrique.
Recebeu, em 2012, o Prémio Femina pelo estudo e divulgação da Cultura, História e Sociedade Portuguesas no estrangeiro e na Lusofonia. 

## Algumas obras
Entre as suas obras encontram-se: 
- As Avenidas Novas de Lisboa, 1900-1930. Lisboa: 1986, policopiado[6]
- Cascais. Lisboa: Presença, 1988. Com MIRAVENT, Luís (fotografia)
- Aurélia de Souza. Lisboa: Inapa, 1992. ISBN 972-9019-52-5
- Carlos Botelho. Lisboa: Presença, 1995 ISBN 972-23-1978-7 (Com BOTELHO, Manuel (co-autor); FRANÇA, José Augusto (prefácio)
- Lisboa romântica. Urbanismo e arquitectura, 1777-1874. Lisboa: 1998, policopiado [7]
- Lisboa de Frederico Ressano Garcia, 1874-1909. Lisboa. Câmara Municipal e Fundação Calouste Gulbenkian, 1989
- Eduardo Viana, ami des Delaunay. Europália-Portugal 91, Mons: 1991
- “Sinais de ruptura: livres e humoristas” [Movimentos dos Anos 40], in História da Arte Portuguesa, (Dir. Paulo Pereira), Lisboa, Ed. Círculo de Leitores, 1995